# Волховец (посёлок)

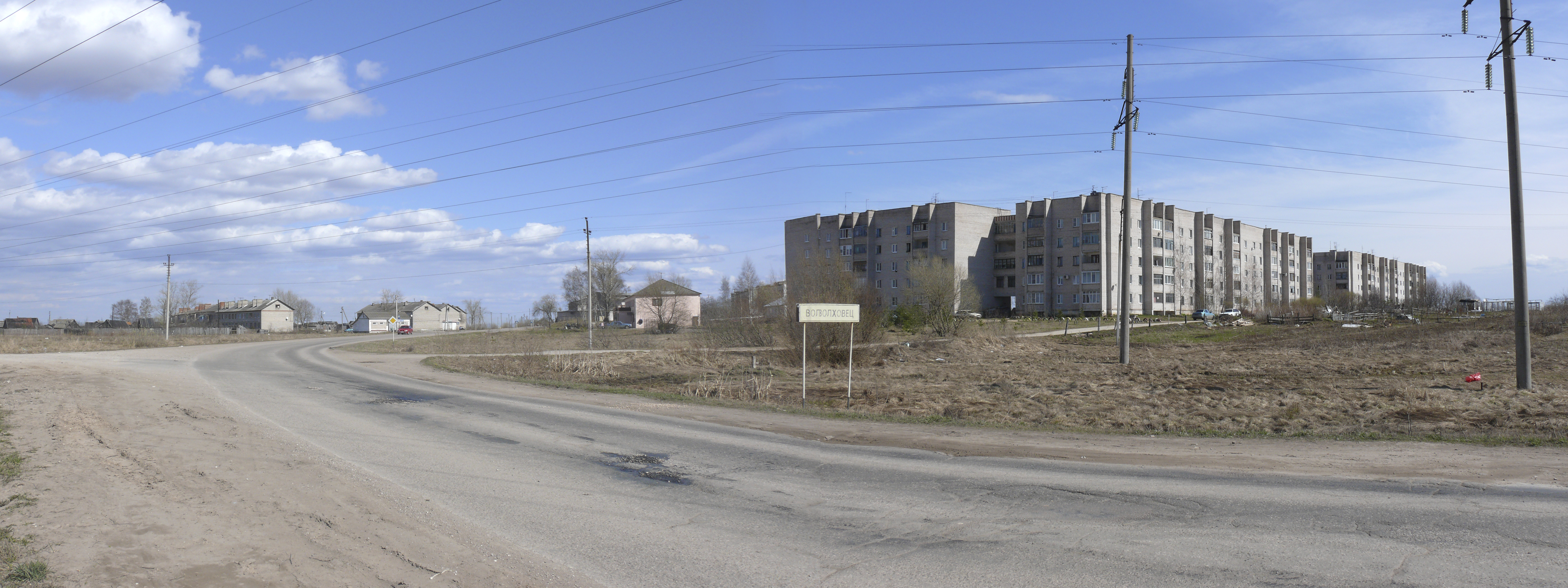
Въезд в Волховец со стороны В. Новгорода

Волхове́ц — посёлок в Новгородском муниципальном районе Новгородской области, входит в состав Савинского сельского поселения.
Посёлок расположен у восточной границы городского округа Великий Новгород, у западного берега Неглицкого озера. До 2014 года Волховец был административным центром ныне упразднённого Волотовского сельского поселения.

## Экономика
- Швейная фабрика ООО «СКАРА»[2] (закрыта).
- сельскохозяйственное предприятие ЗАО «Колос».

## Связь
В посёлке с 2004 года работает цифровая телефонная станция на 240 номеров.